# Anda (Bohol)
Pour les articles homonymes, voir Anda (homonymie).

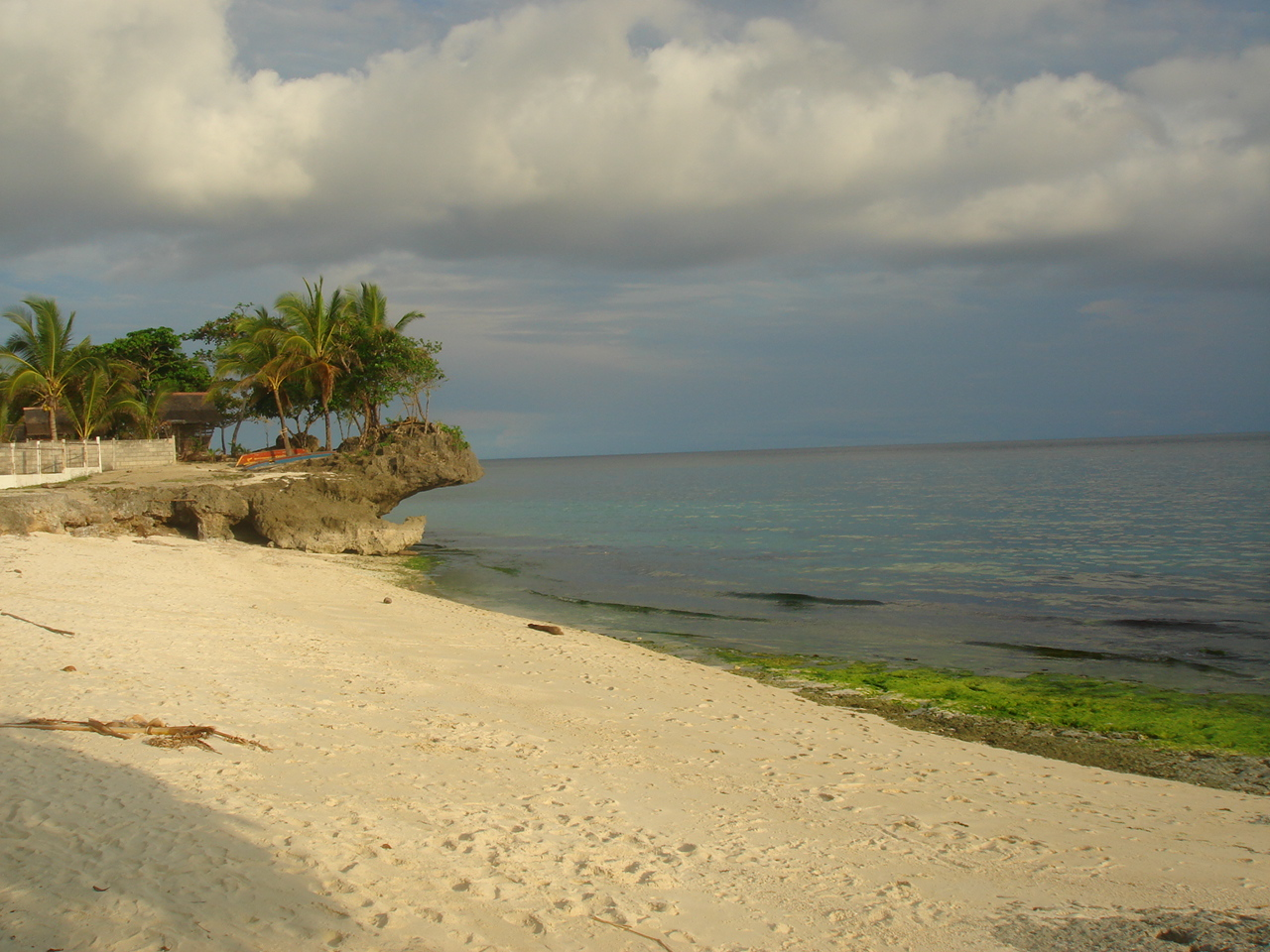
Plage d'Anda, Bohol, Philippines

Anda est une municipalité de la province de Bohol.

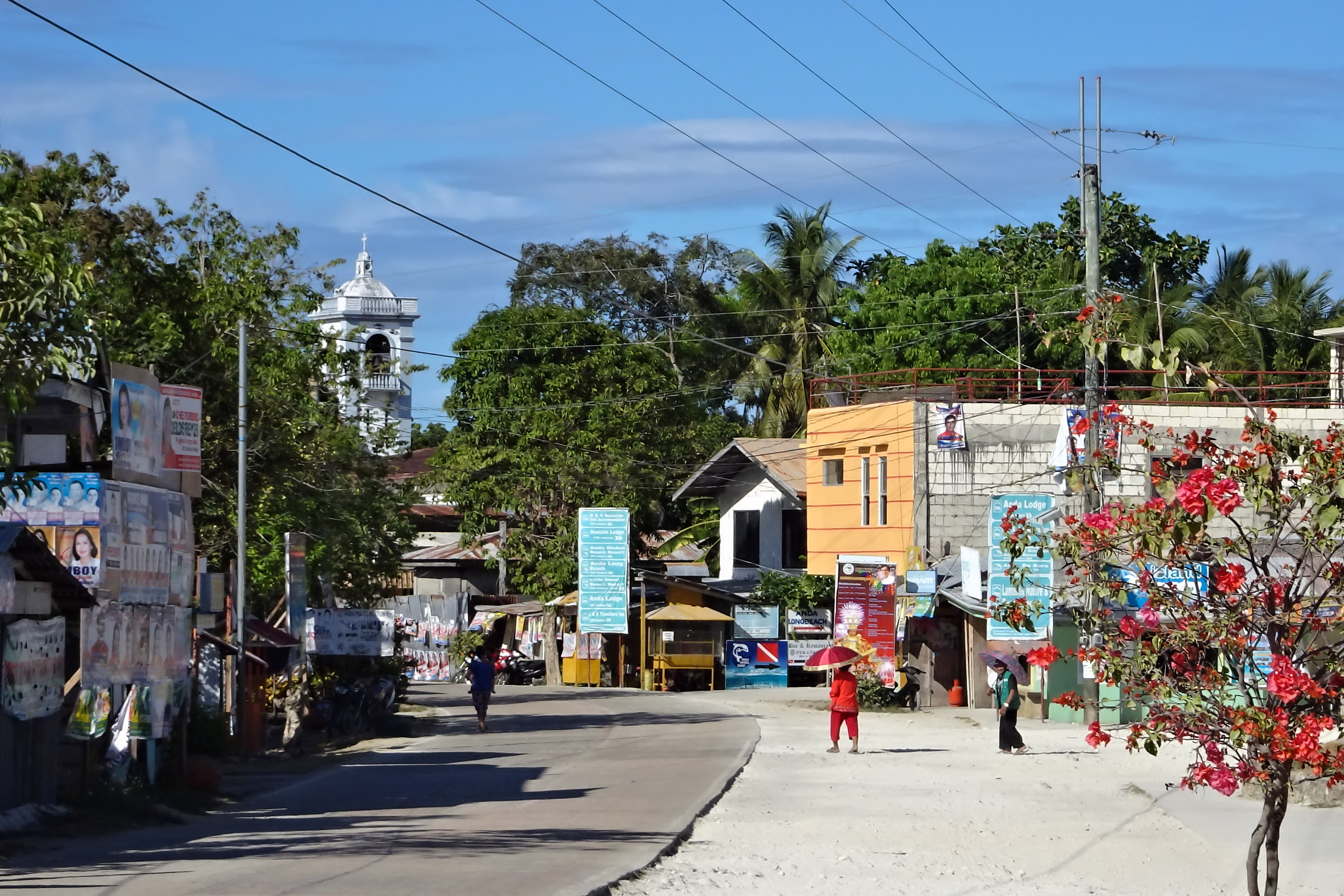
Poblacion

On compte 16 barangays : 
| - Almaria - Bacong - Badiang - Buenasuerte - Candabong - Casica - Katipunan - Linawan | - Lundag - Poblacion - Santa Cruz - Suba - Talisay - Tanod - Tawid - Virgen |